# Lista de artilheiros do Campeonato Argentino de Futebol
Esta é uma lista dos melhores marcadores do Campeonato Argentino, que enumera todos os jogadores que terminaram a temporada como principais artilheiros no nível superior do sistema do Campeonato Argentino de futebol. Essas estatísticas incluem apenas estações desde a era profissional do futebol argentino (1931 – presente).

## Artilheiros Top 20 era profissional
| #  | Name                   | Years                       | Matches | Goals | (%)  |
| -- | ---------------------- | --------------------------- | ------- | ----- | ---- |
| 1  | Arsenio Erico          | 1934–1957                   | 332     | 295   | 88%  |
| 2  | Ángel Labruna          | 1939–1959                   | 515     | 293   | 57%  |
| 3  | Herminio Masantonio    | 1931–1945                   | 358     | 256   | 72%  |
| 4  | Manuel Pellegrina      | 1938–1956                   | 490     | 231   | 47%  |
| 5  | José Sanfilippo        | 1953–1963, 1966–1967, 1972  | 330     | 226   | 68%  |
| 5  | Martín Palermo         | 1992–2000, 2004–2011        | 405     | 226   | 56%  |
| 7  | Ricardo Infante        | 1942–1961                   | 439     | 217   | 49%  |
| 8  | Oscar Más              | 1964–1977, 1979, 1982, 1985 | 429     | 215   | 50%  |
| 9  | Bernabé Ferreyra       | 1931–1939                   | 197     | 206   | 105% |
| 9  | Carlos Bianchi         | 1967–1972, 1980–1984        | 324     | 206   | 64%  |
| 11 | Miguel Ángel Brindisi  | 1967–1972, 1979–1983        | 441     | 194   | 44%  |
| 12 | Delfín Benítez Cáceres | 1932–1944                   | 269     | 193   | 72%  |
| 13 | José Manuel Moreno     | 1935–1948, 1950, 1953       | 359     | 187   | 52%  |
| 14 | Hugo Gottardi          | 1973–1983, 1986–1988        | 450     | 186   | 41%  |
| 15 | Roque Avallay          | 1965–1980                   | 522     | 184   | 35%  |
| 16 | Juan José Pizzuti      | 1947–1962                   | 349     | 182   | 52%  |
| 17 | Francisco Varallo      | 1931–1939                   | 210     | 181   | 86%  |
| 18 | Jaime Sarlanga         | 1935–1950                   | 302     | 171   | 57%  |
| 19 | Luis Artime            | 1959–1968                   | 219     | 165   | 75%  |
| 19 | Emilio Baldonedo       | 1935–1945                   | 262     | 165   | 63%  |

## Melhores marcadores por ano
| Year               | Player                        | Club                    | Goals | Matches |
| ------------------ | ----------------------------- | ----------------------- | ----- | ------- |
| 1931               | Alberto Zozaya                | Estudiantes             | 33    | 34      |
| 1932               | Bernabé Ferreyra              | River Plate             | 43    | 35      |
| 1933               | Francisco Varallo             | Boca Juniors            | 34    | 34      |
| 1934               | Evaristo Barrera              | Racing Club             | 34    | 39      |
| 1935               | Agustín Cosso                 | Vélez Sársfield         | 33    | 34      |
| 1936               | Evaristo Barrera              | Racing Club             | 33    | 35      |
| 1937               | Arsenio Erico                 | Independiente           | 47    | 34      |
| 1938               | Arsenio Erico                 | Independiente           | 43    | 34      |
| 1939               | Arsenio Erico                 | Independiente           | 40    | 34      |
| 1940               | Delfín Benitez Isidro Lángara | Racing Club San Lorenzo | 33 33 | 34 34   |
| 1941               | José Canteli                  | Newell's Old Boys       | 30    | 30      |
| 1942               | Rinaldo Martino               | San Lorenzo             | 25    | 30      |
| 1943               | Luis Arrieta                  | Lanús                   | 23    | 30      |
| 1943               | Ángel Labruna                 | River Plate             | 23    | 30      |
| 1943               | Raúl Frutos                   | Platense                | 23    | 30      |
| 1944               | Atilio Mellone                | Huracán                 | 26    | 30      |
| 1945               | Ángel Labruna                 | River Plate             | 25    | 30      |
| 1946               | Mario Boyé                    | Boca Juniors            | 24    | 30      |
| 1947               | Alfredo Di Stéfano            | River Plate             | 27    | 30      |
| 1948               | Benjamín Santos               | Rosario Central         | 21    | 30      |
| 1949               | Llamil Simes                  | Racing Club             | 26    | 34      |
| 1949               | Juan José Pizzuti             | Banfield                | 26    | 34      |
| 1950               | Mario Papa                    | San Lorenzo             | 24    | 34      |
| 1951               | Santiago Vernazza             | River Plate             | 22    | 24      |
| 1952               | Eduardo Ricagni               | Huracán                 | 28    | 34      |
| 1953               | Juan José Pizzuti             | Racing Club             | 22    | 30      |
| 1953               | Juan Benavidez                | San Lorenzo             | 22    | 30      |
| 1954               | Ángel Berni                   | San Lorenzo             | 19    | 30      |
|                    | Norberto Conde                | Vélez Sársfield         | 19    | 30      |
|                    | José Borello                  | Boca Juniors            | 19    | 30      |
| 1955               | Oscar Massei                  | Rosario Central         | 21    | 30      |
| 1956               | Juan Alberto Castro           | Rosario Central         | 17    | 30      |
| 1956               | Ernesto Grillo                | Independiente           | 17    | 30      |
| 1957               | Roberto Zárate                | River Plate             | 22    | 30      |
| 1958               | José Sanfilippo               | San Lorenzo             | 28    | 30      |
| 1959               | José Sanfilippo               | San Lorenzo             | 31    | 30      |
| 1960               | José Sanfilippo               | San Lorenzo             | 34    | 30      |
| 1961               | José Sanfilippo               | San Lorenzo             | 26    | 30      |
| 1962               | Luis Artime                   | River Plate             | 28    | 25      |
| 1963               | Luis Artime                   | River Plate             | 26    | 25      |
| 1964               | Héctor Rodolfo Veira          | San Lorenzo             | 17    | 30      |
| 1965               | Juan Carlos Carone            | Vélez Sársfield         | 19    | 34      |
| 1966               | Luis Artime                   | Independiente           | 23    | 38      |
| 1967 Metropolitano | Bernardo Acosta               | Lanús                   | 18    | 22      |
| 1967 Nacional      | Luis Artime                   | Independiente           | 11    | 15      |
| 1968 Metropolitano | Alfredo Obberti               | Los Andes               | 13    | 22      |
| 1968 Nacional      | Omar Wehbe                    | Vélez Sársfield         | 13    | 17      |
| 1969 Metropolitano | Wálter Machado                | Racing Club             | 14    | 23      |
| 1969 Nacional      | Rodolfo Fischer               | San Lorenzo             | 14    | 19      |
| 1969 Nacional      | Carlos Bulla                  | Platense                | 14    | 17      |
| 1970 Metropolitano | Oscar Más                     | River Plate             | 16    | 20      |
| 1970 Nacional      | Carlos Bianchi                | Vélez Sársfield         | 18    | 20      |
| 1971 Metropolitano | Carlos Bianchi                | Vélez Sársfield         | 36    | 36      |
| 1971 Nacional      | Alfredo Obberti               | Newell's Old Boys       | 10    | 15      |
| 1971 Nacional      | José Artemio Luñiz            | Juventud Antoniana      | 10    | 15      |
| 1972 Metropolitano | Miguel Ángel Brindisi         | Huracán                 | 21    | 34      |
| 1972 Nacional      | Carlos Manuel Morete          | River Plate             | 14    | 15      |
| 1973 Metropolitano | Oscar Más                     | River Plate             | 17    | 32      |
| 1973 Metropolitano | Hugo Curioni                  | Boca Juniors            | 17    | 32      |
| 1973 Metropolitano | Ignacio Peña                  | Estudiantes             | 17    | 32      |
| 1973 Nacional      | Juan Gómez Voglino            | Atlanta                 | 18    | 16      |
| 1974 Metropolitano | Carlos Manuel Morete          | River Plate             | 18    | 18      |
| 1974 Nacional      | Mario Kempes                  | Rosario Central         | 25    | 25      |
| 1975 Metropolitano | Héctor Horacio Scotta         | San Lorenzo             | 28    | 38      |
| 1975 Nacional      | Héctor Horacio Scotta         | San Lorenzo             | 32    | 23      |
| 1976 Metropolitano | Mario Kempes                  | Rosario Central         | 21    | 33      |
| 1976 Nacional      | Norberto Eresumo              | San Lorenzo (MdP)       | 12    | 20      |
| 1976 Nacional      | Víctor Marchetti              | Unión de Santa Fe       | 12    | 21      |
| 1976 Nacional      | Luis Ludueña                  | Talleres                | 12    | 22      |
| 1977 Metropolitano | Carlos Álvarez                | Argentinos Juniors      | 27    | 44      |
| 1977 Nacional      | Alfredo Letanú                | Estudiantes             | 13    | 16      |
| 1978 Metropolitano | Diego Maradona                | Argentinos Juniors      | 22    | 40      |
| 1978 Metropolitano | Luis Andreucci                | Quilmes                 | 22    | 40      |
| 1978 Nacional      | José Omar Reinaldi            | Talleres                | 18    | 18      |
| 1979 Metropolitano | Diego Maradona                | Argentinos Juniors      | 14    | 19      |
| 1979 Metropolitano | Sergio Fortunato              | Estudiantes             | 14    |         |
| 1979 Nacional      | Diego Maradona                | Argentinos Juniors      | 12    | 14      |
| 1980 Metropolitano | Diego Maradona                | Argentinos Juniors      | 25    | 38      |
| 1980 Nacional      | Diego Maradona                | Argentinos Juniors      | 17    | 18      |
| 1981 Metropolitano | Raúl Chaparro                 | Instituto               | 20    | 34      |
| 1981 Nacional      | Carlos Bianchi                | Vélez Sársfield         | 15    | 20      |
| 1982 Nacional      | Miguel Ángel Juárez           | Ferro Carril Oeste      | 22    | 22      |
| 1982 Metropolitano | Carlos Manuel Morete          | Independiente           | 20    | 36      |
| 1983 Nacional      | Armando Husillos              | Loma Negra              | 11    | 14      |
| 1983 Metropolitano | Víctor Ramos                  | Newell's Old Boys       | 30    | 38      |
| 1984 Nacional      | Pedro Pablo Pasculli          | Argentinos Juniors      | 9     | 10      |
| 1984 Metropolitano | Enzo Francescoli              | River Plate             | 24    | 36      |
| 1985 Nacional      | Jorge Comas                   | Vélez Sársfield         | 12    | 15      |
| 1985–1986          | Enzo Francescoli              | River Plate             | 25    | 36      |
| 1986–1987          | Omar Palma                    | Rosario Central         | 20    | 38      |
| 1987–1988          | José Luis Rodríguez           | Deportivo Español       | 18    | 38      |
| 1988–1989          | Oscar Dertycia                | Argentinos Juniors      | 20    | 38      |
| 1988–1989          | Néstor Raúl Gorosito          | San Lorenzo             | 20    | 38      |
| 1989–1990          | Ariel Cozzoni                 | Newell's Old Boys       | 23    | 38      |
| 1990–1991          | Esteban González              | Vélez Sársfield         | 18    | 38      |
| 1991 Apertura      | Ramón Díaz                    | River Plate             | 14    | 17      |
| 1992 Clausura      | Darío Scotto                  | Platense                | 9     | 16      |
| 1992 Clausura      | Diego Latorre                 | Boca Juniors            | 9     | 19      |
| 1992 Apertura      | Alberto Acosta                | San Lorenzo             | 12    | 19      |
| 1993 Clausura      | Rubén da Silva                | River Plate             | 13    | 18      |
| 1993 Apertura      | Sergio Martínez               | Boca Juniors            | 12    | 19      |
| 1994 Clausura      | Marcelo Espina                | Platense                | 11    | 18      |
| 1994 Clausura      | Hernán Crespo                 | River Plate             | 11    | 19      |
| 1994 Apertura      | Enzo Francescoli              | River Plate             | 12    | 16      |
| 1995 Clausura      | José Oscar Flores             | Vélez Sársfield         | 14    | 17      |
| 1995 Apertura      | José Luis Calderón            | Estudiantes             | 13    | 18      |
| 1996 Clausura      | Ariel López                   | Lanús                   | 13    | 18      |
| 1996 Apertura      | Gustavo Reggi                 | Ferro Carril Oeste      | 11    | 17      |
| 1997 Clausura      | Sergio Martínez               | Boca Juniors            | 15    | 15      |
| 1997 Apertura      | Rubén da Silva                | Rosario Central         | 15    | 17      |
| 1998 Clausura      | Roberto Sosa                  | Gimnasia de La Plata    | 16    | 19      |
| 1998 Apertura      | Martín Palermo                | Boca Juniors            | 20    | 19      |
| 1999 Clausura      | José Luis Calderón            | Independiente           | 17    | 18      |
| 1999 Apertura      | Javier Saviola                | River Plate             | 15    | 18      |
| 2000 Clausura      | Esteban Fuertes               | Colón                   | 17    | 18      |
| 2000 Apertura      | Juan Pablo Ángel              | River Plate             | 13    | 18      |
| 2001 Clausura      | Bernardo Daniel Romeo         | San Lorenzo             | 15    | 16      |
| 2001 Apertura      | Martín Cardetti               | River Plate             | 17    | 19      |
| 2002 Clausura      | Fernando Cavenaghi            | River Plate             | 15    | 19      |
| 2002 Apertura      | Néstor Andrés Silvera         | Independiente           | 16    | 19      |
| 2003 Clausura      | Luciano Figueroa              | Rosario Central         | 17    | 19      |
| 2003 Apertura      | Ernesto Farías                | Estudiantes             | 12    | 16      |
| 2004 Clausura      | Rolando Zárate                | Vélez Sársfield         | 13    | 17      |
| 2004 Apertura      | Lisandro López                | Racing Club             | 12    | 19      |
| 2005 Clausura      | Mariano Pavone                | Estudiantes             | 16    | 19      |
| 2005 Apertura      | Javier Cámpora                | Tiro Federal            | 13    | 19      |
| 2006 Clausura      | Gonzalo Vargas                | Gimnasia de La Plata    | 12    | 18      |
| 2006 Apertura      | Mauro Zárate                  | Vélez Sársfield         | 12    | 19      |
| 2006 Apertura      | Rodrigo Palacio               | Boca Juniors            | 12    | 20      |
| 2007 Clausura      | Martín Palermo                | Boca Juniors            | 11    | 16      |
| 2007 Apertura      | Germán Denis                  | Independiente           | 18    | 19      |
| 2008 Clausura      | Darío Cvitanich               | Banfield                | 13    | 16      |
| 2008 Apertura      | José Sand                     | Lanús                   | 15    | 19      |
| 2009 Clausura      | José Sand                     | Lanús                   | 13    | 19      |
| 2009 Apertura      | Santiago Silva                | Banfield                | 14    | 12      |
| 2010 Clausura      | Mauro Boselli                 | Estudiantes             | 13    | 14      |
| 2010 Apertura      | Santiago Silva                | Vélez Sársfield         | 11    | 19      |
| 2010 Apertura      | Denis Stracqualursi           | Tigre                   | 11    | 19      |
| 2011 Clausura      | Teófilo Gutiérrez             | Racing Club             | 11    | 16      |
| 2011 Clausura      | Javier Cámpora                | Huracán                 | 11    | 19      |
| 2011 Apertura      | Rubén Ramírez                 | Godoy Cruz              | 12    | 17      |
| 2012 Clausura      | Carlos Luna                   | Tigre                   | 12    | 18      |
| 2012 Inicial       | Facundo Ferreyra              | Vélez Sarsfield         | 13    | 15      |
| 2012 Inicial       | Ignacio Scocco                | Newell's Old Boys       | 13    | 17      |
| 2013 Final         | Emmanuel Gigliotti            | Colón                   | 11    | 18      |
| 2013 Final         | Ignacio Scocco                | Newell's Old Boys       | 11    | 15      |
| 2013 Final         | César Pereyra                 | Belgrano                | 10    | 19      |
| 2014 Final         | Mauro Zárate                  | Vélez Sarsfield         | 13    | 19      |
| 2014               | Lucas Pratto                  | Vélez Sarsfield         | 11    | 17      |
| 2014               | Maxi Rodríguez                | Newell's Old Boys       | 11    | 17      |
| 2014               | Silvio Romero                 | Lanús                   | 11    | 19      |
| 2015               | Marco Ruben                   | Rosario Central         | 21    | 30      |
| 2016               | José Sand                     | Lanús                   | 14    | 16      |
| 2016-17            | Darío Benedetto               | Boca Juniors            | 21    | 25      |
| 2017-18            | Santiago García               | Godoy Cruz              | 17    | 26      |
| 2018-19            | Lisandro López                | Racing Club             | 17    | 24      |
| 2019-20            | Rafael Borré                  | River Plate             | 12    | 20      |
| 2019-20            | Silvio Romero                 | Independiente           | 12    | 20      |
| 2021               | Julián Álvarez                | River Plate             | 18    | 21      |
| 2022               | Mateo Retegui                 | Tigre                   | 19    | 27      |
| 2023               | Michael Santos                | Talleres                | 13    | 24      |
| 2023               | Pablo Vegetti                 | Belgrano                | 13    | 27      |
| 2024               | Franco Jara                   | Belgrano                | 13    | 21      |

## Mais de uma artilheria
- 5
  - Diego Maradona
- 4
  - Luis Artime
  - José Sanfilippo
- 3
  - Carlos Bianchi
  - Arsenio Erico
  - Enzo Francescoli
  - Carlos Manuel Morete
  - José Sand
- 2
  - Evaristo Barrera
  - José Luis Calderón
  - Rubén da Silva
  - Mario Kempes
  - Ángel Labruna
  - Sergio Martínez
  - Oscar Más
  - Alfredo Obberti
  - Juan José Pizzuti
  - Héctor Horacio Scotta
  - Martín Palermo
  - Santiago Silva
  - Javier Cámpora
  - Ignacio Scocco
  - Mauro Zárate
  - Lisandro López
  - Silvio Romero

## Clubes com mais artilharias
A lista inclui a era amadora:
- 24
  - River Plate
- 20
  - Boca Juniors
- 18
  - Racing Club
- 17
  - San Lorenzo
  - Vélez Sársfield
- 16
  - Independiente
- 11
  - Alumni
- 10
  - Estudiantes
- 9
  - Rosario Central
- 8
  - Argentinos Juniors
- 7
  - Lanús
  - Newell's Old Boys
- 5
  - Huracán
- 4
  - Banfield
  - Platense
- 3
  - Belgrano Athletic
  - Belgrano (C)
  - Lomas Athletic
  - Talleres (C)
  - Tigre
- 2
  - Argentino de Quilmes
  - Colón de Santa Fe
  - Ferro Carril Oeste
  - Flores Athletic
  - Gimnasia de La Plata
  - Godoy Cruz
  - Talleres de Córdoba
  - Quilmes
- 1
  - All Boys
  - Almagro
  - Atlanta
  - Barracas Central
  - Chacarita
  - Deportivo Español
  - GEBA
  - General San Martin
  - Hispano Argentino
  - Instituto
  - Juventud Antoniana
  - Lanus Academy
  - Loma Negra
  - Los Andes
  - Porteño
  - San Isidro
  - San Lorenzo (MdP)
  - Sportivo Buenos Aires
  - Sportivo Palermo
  - Tiro Federal
  - Unión